# Troglohyphantes lesserti
Troglohyphantes lesserti là một loài nhện trong họ Linyphiidae.
Loài này thuộc chi Troglohyphantes. Troglohyphantes lesserti được Josef Kratochvíl miêu tả năm 1935.